# Hephaistos

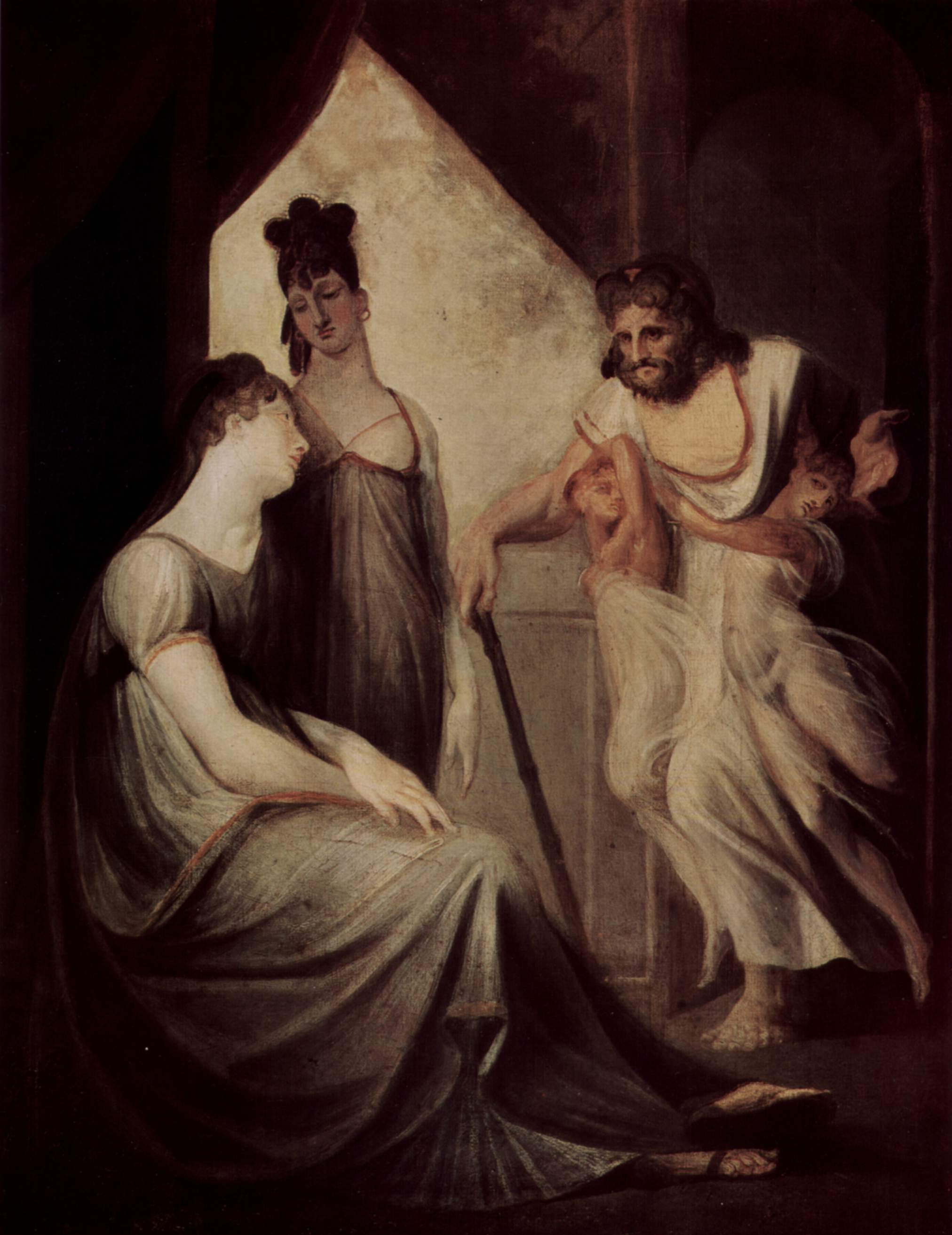
Thetis smeekt Hephaistos voor haar zoon Achilles een uitrusting te smeden.
olieverf van Johann Heinrich Füssli

Hephaistos, Oudgrieks: Ἥφαιστος of Latijn: Vulcanus, is een figuur uit de Griekse mythologie. Hij is de god van de smeedkunst, het vuur en de ambachtslieden en is smid van de goden. Volgens sommige bronnen, waaronder Homerus, was hij de zoon van Zeus en Hera, volgens anderen, bijvoorbeeld Hesiodos, was hij alleen de zoon van Hera. Hij was een van de twaalf goden van het pantheon.
De Romeinen stelden hem gelijk aan hun god Vulcanus, ook wel Mulciber. Hij was getrouwd met Aphrodite, maar Aphrodite bedroog hem met haar minnaar Ares, de oorlogsgod. Ze kreeg van Ares een kind met de naam Harmonia.

## Mythologie
Hephaistos had sterke armen, zoals iedere smid en onderontwikkelde benen, maar was volgens het verhaal nog niet mank. In Homerus' Ilias wekt zijn verschijnen bij de goden het ‘Homerisch gelach’ op. Er bestaan twee verklaringen voor dat hij bijna mank was. Volgens de ene was Hephaistos bij een echtelijke twist tussen zijn ouders aanwezig en toen hij zich erin mengde om zijn moeder te verdedigen, pakte zijn vader hem bij een been en wierp hem van de Olympus naar beneden. Een volk uit Thracië, de Sintiërs, dat met een volksverhuizing op Lemnos was terechtgekomen, daar was Hephaistos neergekomen bij zijn val, verpleegde hem maar hij bleef mank.
Hephaistos had volgens het andere verhaal bij geboorte wel slechte benen, en gooide Hera hem uit schaamte van de Olympus, waardoor hij voor de rest van zijn leven mank liep. Hij kwam in de oceaan terecht, waar hij door Tethys en Eurynome werd opgevist, die hem opvoedden in een diepe grote donkere grot bij de zee. Hij besloot toen hij volwassen was geworden om zich te wreken door aan zijn moeder een door hem gesmede gouden troon te schenken. Toen zij daar op plaats nam, werd ze er aan vast geketend en niemand behalve Hephaistos kon haar bevrijden. Beide bovenstaande verhalen zijn in de Ilias terug te vinden.
Er wordt ook gezegd dat Zeus, om met Hephaistos op goede voet te komen na diens terugkeer op de Olympus, besloot hem Aphrodite tot echtgenote te geven. Hoewel hij zelf lelijk was had Hephaistos altijd knappe vrouwen: behalve Aphrodite wordt nog melding gemaakt van de als bevallig beschreven Charis en van Aglaia, de jongste van de drie Gratiën. Van de zonen van Hephaistos zijn vooral de Argonaut Palaemon, de beeldhouwer Ardalus, de rover Periphetes, die door Theseus werd gedood, en Erichthonios bekend.

## Relaties
Aphrodite was niet gelukkig getrouwd met Hephaistos. Zij hield van Ares en Ares hield van haar. Terwijl Hephaistos ging werken in zijn werkplaats op de Olympus, liet Aphrodite Ares stiekem toe in haar bed. Hephaistos wist al vanaf het moment dat hij Aphrodite trouwde dat dit ging gebeuren. Zo listig als hij was bedacht hij een plan om de wereld te laten zien dat Aphrodite vreemd ging. Hij maakte een onzichtbaar net dat over Aphrodite en Ares heen zou vallen als hij dat wilde en hij nodigde alle goden uit om te komen. Het plan werkte en Aphrodite en Ares raakten, terwijl ze naakt waren, verstrikt in het net. Alle goden begonnen te lachen toen ze hen zagen, maar Hephaistos heeft hun toch bevrijd.
Een ander verhaal luidt dat Hephaistos verliefd op Pallas Athena was geworden. Hephaistos zou naakt op Athena zijn afgerend en zijn zaad zou op Athena's kleren zijn gekomen. Athena zou het met een doek hebben afgeveegd en de doek in een dal hebben gegooid, waardoor moeder aarde, Gaia, bevrucht raakte. Het kind dat hier uit voortkwam heette Erechtheus en werd later de eerste koning van Athene.
Attica, een dochter van Zeus en Eurynome, zou getrouwd zijn met Hephaistos. Zij kregen samen vier beeldschone dochters, die ook wel de Charites worden genoemd. Hephaistos zou nog een korte relatie met een nimf hebben gehad en zou uit die relatie nog een aantal goddelijke dochters hebben.

## Cultus
Hephaistos werd oorspronkelijk in Lycië vereerd, in Klein-Azië als demon van allerlei natuurlijke vuurverschijnselen. De cultus om hem heen kwam van daar naar het eiland Lemnos en naar Athene, waar hij de beschermer van de pottenbakkers werd. De Tempel van Hephaistos werd gebouwd naast de wijk van deze ambachtslieden.
Alles dat over vuur ging werd met Hephaistos in verband gebracht. Zo had hij onder de vulkanen zijn werkplaats, zoals onder de Mosychlos op Lemnos, waar de Cabeiren zijn helpers waren, en in het westen onder de Stromboli, maar voornamelijk onder de Etna, waar de cyclopen hem dienden. In Homerus' Ilias wordt zijn naam direct gekoppeld aan vuur, waar het vuur waarboven vlees wordt bereid af en toe wordt aangeduid als de 'vlam van Hephaistos'.
Hij smeedde voor goden en helden wapens en uitrustingen, bijvoorbeeld de drietand van Poseidon, het schild van Herakles. Hij heeft het kuras van Achilles gesmeed, nadat Thetis, de moeder van Achilles, hem daarom had gesmeekt. Prometheus werd door hem in de boeien geslagen en de beeldschone Pandora was zijn schepping. Als kunstenaar in het smeden stond hij in nauwe relatie tot Athena, de godin van de kunsten. In Athene werd het feest de Chaldeia voor beide goden tezamen gevierd.

## Iconografie
De vroegst bekende afbeelding van Hephaistos stamt uit de zesde eeuw voor Christus en laat de geboorte van Athena zien, evenals een scène met Peleus en de terugkeer naar de Olympos. Hij werd gewoonlijk afgebeeld met het typische gereedschap voor een smid, zoals de hamer, tang en blaasbalg. Bij de Romeinen was Vulcanus de gelijke van Hephaistos en van hem zijn talloze standbeelden gevonden, evenals sarcofagen en mozaïeken.